# Alessandro Frara
Alessandro Frara (Turín, Italia, 7 de noviembre de 1982) es un exfutbolista italiano que jugaba de mediocampista.

## Selección nacional
Ha sido internacional con la Selección de fútbol de Italia en categoría sub-16 y sub-18.

## Clubes
| Club           | País   | Año         |
| -------------- | ------ | ----------- |
| Juventus F. C. | Italia | 1999 - 2002 |
| Bolonia        | Italia | 2002 - 2003 |
| Ternana        | Italia | 2003 - 2006 |
| Spezia         | Italia | 2006 - 2008 |
| Rimini         | Italia | 2008 - 2010 |
| Varese         | Italia | 2010 - 2011 |
| Frosinone      | Italia | 2011 - 2018 |

## Palmarés

### Campeonatos nacionales
| Título  | Club           | País   | Año     |
| ------- | -------------- | ------ | ------- |
| Serie A | Juventus F. C. | Italia | 2001/02 |